# Mus goundae
Mus goundae (Petter & Genest, 1970) è un roditore della famiglia dei Muridi endemico della Repubblica Centrafricana.

## Descrizione

### Dimensioni
Roditore di piccole dimensioni, con la lunghezza della testa e del corpo tra 60 e 62 mm, la lunghezza della coda tra 31 e 37 mm, la lunghezza del piede tra 12 e 14 mm e la lunghezza delle orecchie tra 12 e 13 mm.

### Aspetto
Le parti superiori sono bruno-giallastre, i fianchi sono più arancioni, mentre le parti ventrali sono bianche. Le orecchie sono grandi, nerastre e con l'estremità leggermente appuntita. È presente una macchia bianca alla loro base posteriore. Le zampe sono relativamente grandi e bianche. La coda è più corta della testa e del corpo. Le femmine hanno due paia di mammelle pettorali e due paia inguinali.

## Biologia

### Comportamento
È una specie terricola. 

## Distribuzione e habitat
Questa specie è endemica di una località vicino al fiume Gounda, nella Repubblica Centrafricana.
Vive nelle savane all'interno di foreste pluviali di pianura.

## Conservazione
La IUCN Red List, considerato che non ci sono informazioni sull'areale, sulle minacce e sullo stato della popolazione, classifica M.goundae come specie con dati insufficienti (DD).